# La Broque
La Broque es una comuna francesa situada en la circunscripción administrativa del Bajo Rin, en la región de Gran Este. Desde el 1 de enero de 2021, forma parte de la Colectividad Europea de Alsacia.
Está ubicada en la región histórica y cultural de Alsacia.

## Demografía
| 3003 | 3026 | 3048 | 2896 | 2628 | 2687 | 2725 | 2629 |
| Para los censos de 1962 a 1999 la población legal corresponde a la población sin duplicidades (Fuente: INSEE [Consultar]) |      |      |      |      |      |      |      |